# 维勒塞尔
维勒塞尔（法語：Villecerf，法語發音：[vilsɛʁ(f)] ⓘ）是法国塞纳-马恩省的一个市镇，属于枫丹白露区。

## 地理
维勒塞尔（48°19'39"N, 2°50'50"E）面积10.94 平方千米，位于法国法蘭西島大區塞纳-马恩省，该省份为法国北部内陆省份，北起瓦兹省，西接埃松省、马恩河谷省、塞纳-圣但尼省和瓦兹河谷省，南至卢瓦雷省，东南接约讷省，东临马恩省和奥布省，东北接埃纳省。
与维勒塞尔接壤的市镇（或旧市镇、城区）包括：多尔梅勒、维勒梅尔、圣雅克城、莫雷-卢万和奥尔瓦讷。
维勒塞尔的时区为UTC+01:00、UTC+02:00（夏令时）。

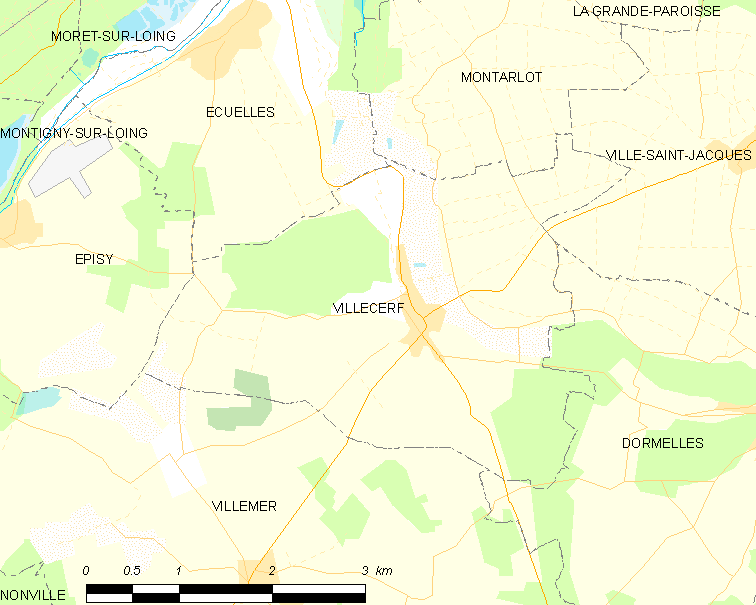
维勒塞尔的OSM定位图

## 行政
维勒塞尔的邮政编码为77250，INSEE市镇编码为77501。

## 政治
维勒塞尔所属的省级选区为蒙特罗福约讷县。

## 人口

1962-2008年间维勒塞尔人口变化图示

维勒塞尔于2022年1月1日时的人口数量为723人。